# دومينغو غونزاليس (لاعب كرة قدم)
دومينغو غونزاليس (بالإسبانية: Aníbal González Espinoza) (13 مارس 1963 في تشيلي - ) هو مدرب كرة قدم ولاعب كرة قدم تشيلي في مركز الهجوم. شارك مع منتخب تشيلي لكرة القدم. أما مع النوادي، فقد لعب مع سانتياغو واندررز وكولو-كولو ونادي أونيفرسيداد كاتوليكا ونادي أوهيجينس ونادي بالستينو ونادي مونتيري ويونيون إسبانيولا ونادي موريليا الرياضي وبويرتو مونت ‏ ونادي كوبريلوا.

## وصلات خارجية
- دومينغو غونزاليس على موقع قاعدة بيانات كرة القدم.إي يو (الإنجليزية)
- دومينغو غونزاليس على موقع ناشيونال فوتبول تيمز (الإنجليزية)